# 硫酸鎂 (藥用)
硫酸鎂（英語：magnesium sulfate）可用作治療和預防低血鎂症，以及罹患子癇婦女癲癇發作的藥物。它也可用於治療尖端扭轉性室性心搏過速、嚴重氣喘急性發作、便秘和鋇中毒 。
可透過靜脈注射或肌肉注射，以及口服方式給藥 。瀉利鹽（屬於不含異樣正離子的水合硫酸鹽），可作礦物浴用途。
使用後常見的副作用有低血壓、皮膚潮紅和低血鈣症。 其他副作用有嘔吐、肌肉無力和呼吸減緩。 雖然有證據表明個體在懷孕期間使用可能對胎兒造成傷害，但在某些情況下，其益處仍大於風險，可作權衡。 個體在母乳哺育期間使用被認為對於嬰兒屬於安全。 硫酸鎂的作用機制尚未被完全了解，但據信為涉及抑制神經元活動 。
硫酸鎂至少早在1618年就開始用於醫療。它已列入世界衛生組織基本藥物標準清單之中 。於2021年，鎂鹽是美國排名第211位最常開立的藥物，處方箋累計超過200萬張。 

## 形式
硫酸鎂以硫酸鎂二水合物、 硫酸鎂七水合物和硫酸鎂一水合物的形式存在。

### 七水合物
世界衛生組織（WHO）建議將硫酸鎂七水合物用於醫療注射製劑。

## 外部用途

### 浴鹽
硫酸鎂是浴鹽的主要成分，特別常用於足浴以舒緩腳部酸痛。包含這種成分的部分原因是美容考量：增加離子強度可防止單純清水浴所引起的一些暫時性皮膚皺紋（部分浸軟）。
據稱瀉利鹽浴也能舒緩和加速肌肉疼痛、酸痛或損傷的恢復。然而，這些說法尚未經科學證實 。當應用於皮膚時，乳液中的脂質會抑制硫酸鎂在水中的溶解度，導致皮膚吸收率不穩定。溫度和濃度也是影響因素 。

#### 研究
有關在人體局部外用鎂（例如瀉利鹽浴）的研究並不多。

### 漂浮槽
硫酸鎂常用於漂浮槽療法中（用來配製漂浮槽中的濃縮溶液）。它極易溶於水，而產生高比重的浴液，使人體更具浮力。此應用中的硫酸鎂對人體毒性可忽略不計。

### 礦泉水
於某些礦泉水中即有自然存在的鎂和硫酸根離子。 

### 拔膿膏
英國有一種含硫酸鎂的藥物，稱為"拔膿膏"，據稱對小型癤子或局部感染，以及去除嵌入皮膚或身體組織的尖刺狀異物，如木刺、玻璃碎片等很有用。它在英國藥典的標準成分是：乾燥硫酸鎂47.76%（質量分數），苯酚0.49%，其餘為甘油 。

## 使用

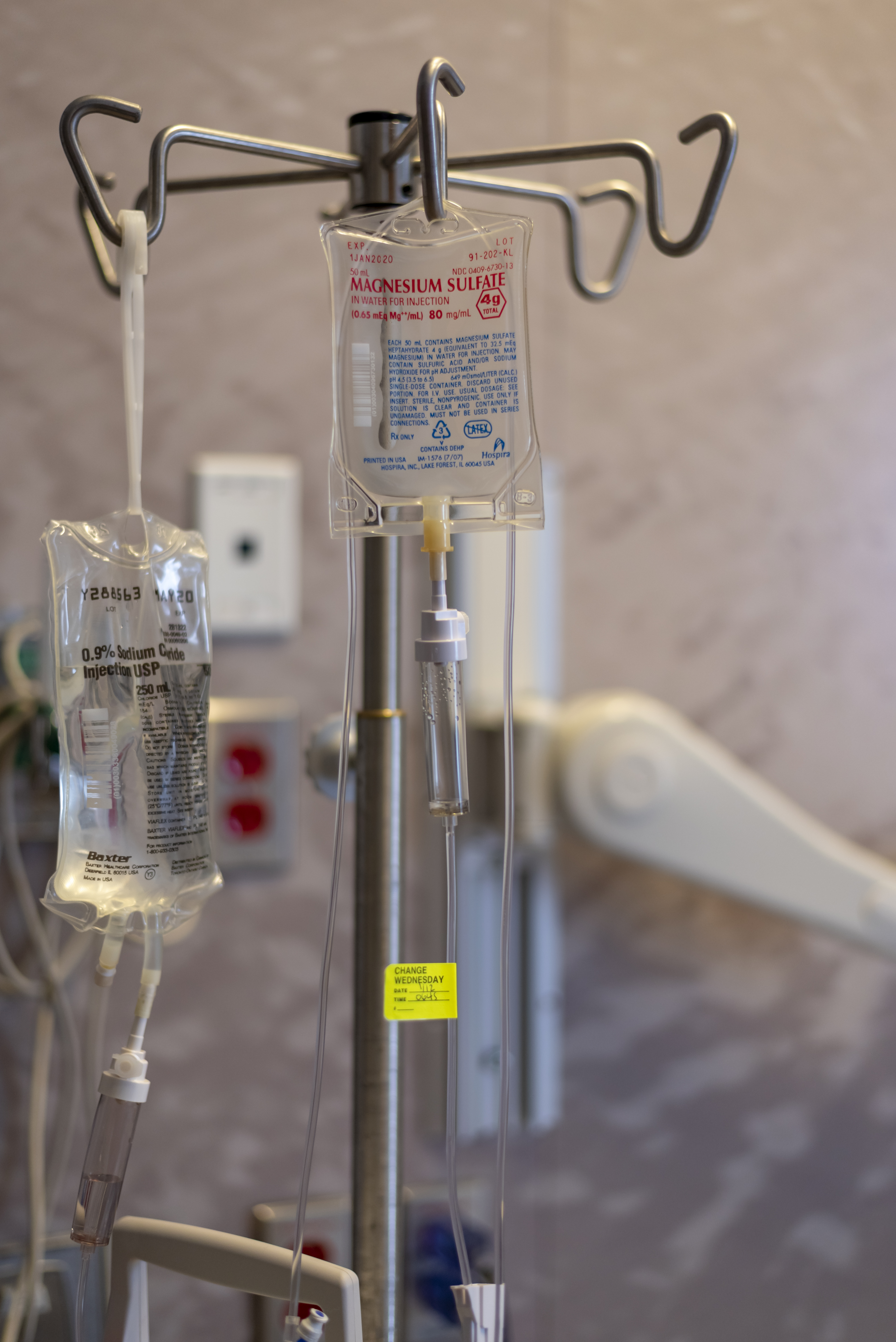
靜脈點滴輸注一袋硫酸鎂溶液（圖片中右邊的藥袋）。

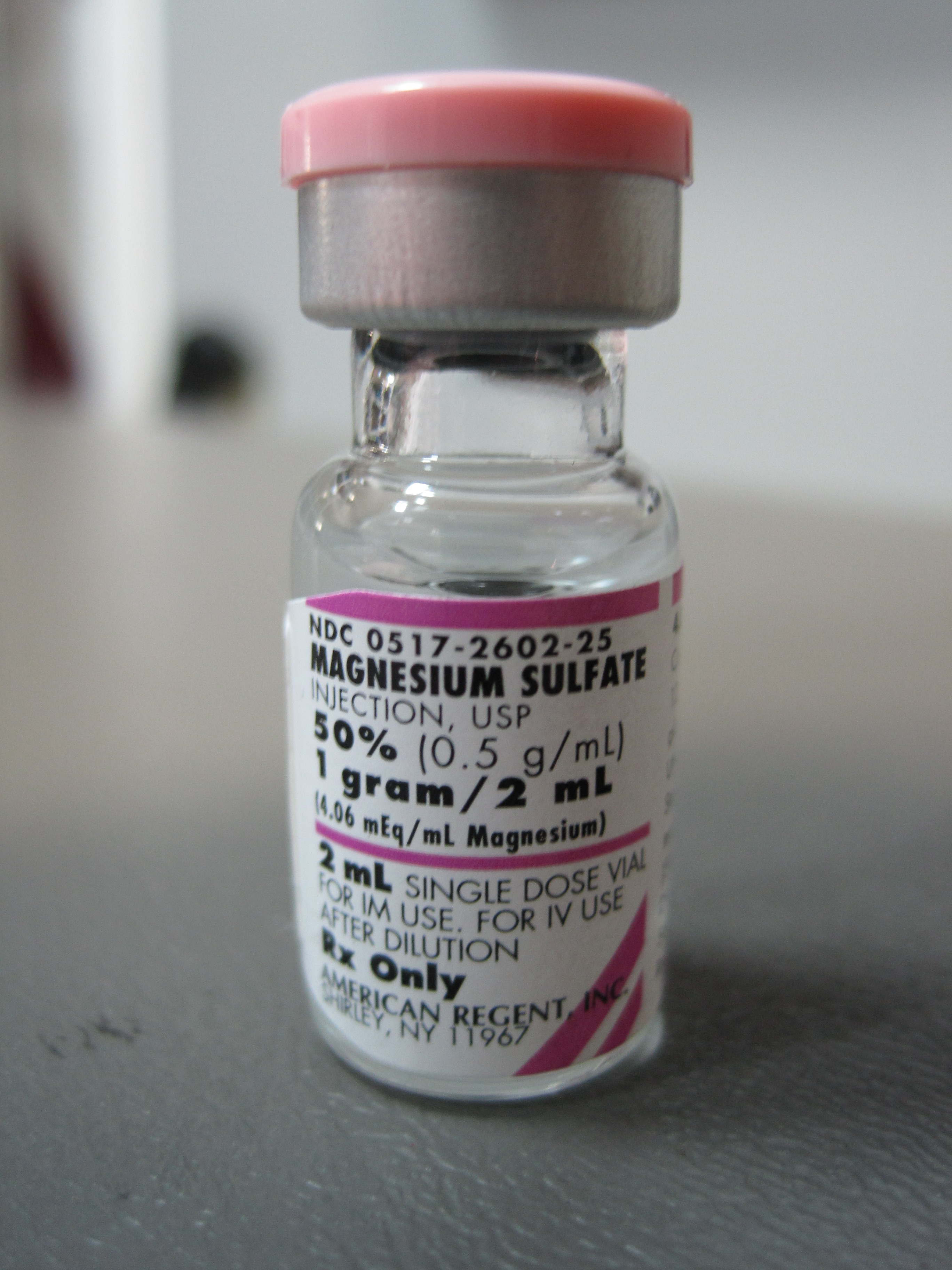
一小瓶注射用硫酸鎂製劑。

硫酸鎂可透過口服、呼吸道、靜脈注射或鞘內注射途徑在給藥。

### 鎂缺乏症
注射用硫酸鎂可用作鎂缺乏症的替代療法。 
口服硫酸鎂具有瀉藥作用，會導致人體對鎂的吸收效果會不佳。

### 心律不整
根據心肺復甦（ECC）指南，硫酸鎂可用作抗心律不整藥，以治療尖端扭轉性室性心搏過速引發的心臟驟停，並用於治療因奎尼丁引起的心律不整。

### 哮喘
硫酸鎂可用作支氣管擴張劑，特別是在使用過β腎上腺素受體激動藥和抗膽鹼劑後仍無效的情況下，例如在嚴重氣喘急性發作時。此鹽可透過霧化器吸入或靜脈注射給藥。

### 子癇
硫酸鎂能有效降低子癇前症進展為子癇的風險。 靜脈注射硫酸鎂用於預防和治療子癇引起的癲癇發作。它能降低收縮壓，但不改變舒張壓，因此不會影響胎兒的血液灌注。它較地西泮或苯妥英更常被用於治療子癇，且能帶來更好的結果。

### 早產
硫酸鎂曾一度被用作子宮收縮抑制劑，但統合分析未能證實其作為子宮收縮抑制劑的功效 。長期使用（超過五到七天）可能會導致嬰兒出現健康問題。
對於有早產風險的孕婦，使用硫酸鎂治療具有神經保護作用，並能降低胎兒出現腦性麻痺的風險。目前尚不清楚它是否對足月出生的嬰兒有幫助。 針對有早產風險的母親使用硫酸鎂的指南並未受到嚴格遵守， 且需進一步研究，以確定這種治療對嬰幼兒早期階段的影響。 

### 氯化鋇中毒
硫酸鎂用於治療氯化鋇中毒 ，其中硫酸鹽會與鋇結合，形成不溶性的硫酸鋇，隨後被排出人體。

### 鉛中毒
硫酸鎂在史上曾被用作鉛中毒的治療方法。在螯合療法發展之前，意外攝入鉛的病例通常會立即用硫酸鎂治療，導致人體內的鉛沉澱析出，並且在劑量夠高時，會以不溶性硫酸鉛的形式從消化系統中排出。 此種硫酸鎂應用在20世紀初至中期獸醫學中特別常用。瀉利鹽在許多農場可供農業用途，並且常被用於治療無意中攝入鉛的農場動物。 

### 作局部麻醉劑輔助劑
硫酸鎂可與阿片類藥物一同進行鞘內給藥，以延長鎮痛作用時間 。

## 研究
硫酸鎂已被用作某些伊魯康吉水母物種毒液引起的伊魯康吉症候群的實驗性治療，但這種治療的功效仍未被證實。

## 安全性
血漿中鎂的濃度異常升高稱為高血鎂症。